# 토마스와 친구들: 우정의 대모험
《토마스와 친구들: 우정의 대모험》(영어: Thomas & Friends: Journey Beyond Sodor)는 2017년 영국의 애니메이션, 가족 영화이다.